# 扎比内·温特
扎比内·温特（德語：Sabine Winter，1992年9月27日—），德国女子乒乓球运动员。她曾获得2014年和2015年欧洲乒乓球锦标赛女子团体冠军，以及2013年和2016年欧洲乒乓球锦标赛女子双打冠军，以及2022年亚洲乒乓球锦标赛女子團体季军。